# The Moon Is Rising (пісня Саманти Тіни)
«The moon is rising» («Місяць сходить») — це пісня Саманти Тіни на конкурсі пісні Євробачення 2021 у Роттердамі, Нідерланди, після внутрішнього відбору національного мовника Latvijas Televīzija (LTV).  
Режисером офіційного музичного відео стала Саманта Тіна, продюсер Айга Байкова та оператор Рітварс Блука. Відео було знято за допомогою телефонної камери. 

## Конкурс пісні Євробачення

### Внутрішній відбір
16 травня 2020 року LTV оголосила латвійську співачку Саманту Тіну представником країни на Євробаченні 2021. 

### На Євробаченні
65-е видання Євробачення відбудеться у Роттердамі, Нідерланди, і складатиметься з двох півфіналів 18 травня та 20 травня 2021 року та великого фіналу 22 травня 2021 року  Згідно з правилами Євробачення, всі країни-учасниці, крім приймаючої нації та Великої п'ятірки, що складається з Франції, Німеччини, Італії, Іспанії та Великої Британії, повинні пройти участь у одному з двох півфіналів, щоб змагатися за фінал, з 10 найкращими країнами від відповідного півфінального прогресу до великого фіналу.   17 листопада 2020 року було оголошено, що Латвія виступить у другій половині другого півфіналу конкурсу. 

## Трек-лист
| Цифрове завантаження | Цифрове завантаження | Цифрове завантаження |
| #                    | Назва                | Тривалість           |
| -------------------- | -------------------- | -------------------- |
| 1.                   | «The Moon Is Rising» | 3:00                 |

## Історія випусків
| Регіон   | Дата                 | Формат                                     | Лейбл         | Ref. |
| -------- | -------------------- | ------------------------------------------ | ------------- | ---- |
| Варіації | 13 березня 2021 року | Цифрове завантаження, потокове передавання | самовипущений |      |